# Breguet 693
Breguet 693 je bil francoski (delo koncerna Breguet Aviation) lahki dvomotorni jurišni bombnik druge svetovne vojne. Prvi polet je bil opravljen leta 1938 in naslednje leto je bilo letalo sprejeto v uporabo. V redni proizvodnji je bilo v letih 1939-40, pri čemer je bilo izdelanih okoli 230 letal. Iz uporabe je bilo umaknjeno leta 1942.

## Uporabniki
- Francija
- Italija
- Belgija (naročila, a nikoli prejela)